# 前澤化成工業
前澤化成工業株式会社（まえざわかせいこうぎょう）とは、東京都中央区に本社を置く、塩化ビニール製上下水道製品の製造を行う会社である。

## 沿革
- 1954年（昭和29年） ‐ 「硬質エンビ工業株式会社」を設立
- 1961年（昭和36年） ‐ 「前澤化成工業株式会社」に商号変更
- 1968年（昭和43年） ‐ 本社を埼玉県戸田市より東京都中央区京橋に移転
- 1993年（平成5年） - 日本証券業協会（現・ジャスダック）に株式を店頭登録
- 1999年（平成11年） ‐ 東京都中央区八重洲に本社移転
- 2000年（平成12年） ‐ 東京証券取引所第二部に上場
- 2001年（平成13年） ‐ 東京証券取引所第一部に上場
- 2008年（平成20年） ‐ 共和成型株式会社（現・株式会社新潟成型）の株式を90％取得、連結子会社化
- 2013年（平成25年） ‐ 株式会社新潟成型を完全子会社化

## 関連会社

### 子会社
- 株式会社新潟成型

### 姉妹会社
- 前澤工業株式会社
- 前澤給装工業株式会社